# Sue Monk Kidd
Sue Monk Kidd (Sylvester, 12 de agosto de 1948) é uma escritora americana.
É autora de A vida secreta das abelhas, romance que originou o filme de mesmo nome, dirigido em 2008 por Gina Prince-Bythewood.

## Obras
- God's Joyful Surprise - 1988
- When the Heart Waits - 1990
- The Dance of the Dissident Daughter - 1996
- A Vida Secreta das Abelhas - no original The Secret Life of Bees - 2002
- The Mermaids Chair - 2005
- The Invention of Wings - 2014